# Disparoneura apicalis
Disparoneura apicalis är en trollsländeart som först beskrevs av Fraser 1924.  Disparoneura apicalis ingår i släktet Disparoneura och familjen Protoneuridae. IUCN kategoriserar arten globalt som sårbar. Inga underarter finns listade i Catalogue of Life.